# 15265 Ernsting
15265 Ernsting è un asteroide della fascia principale. Scoperto nel 1990, presenta un'orbita caratterizzata da un semiasse maggiore pari a 2,4261591 UA e da un'eccentricità di 0,2007850, inclinata di 11,49821° rispetto all'eclittica.